# Таубер

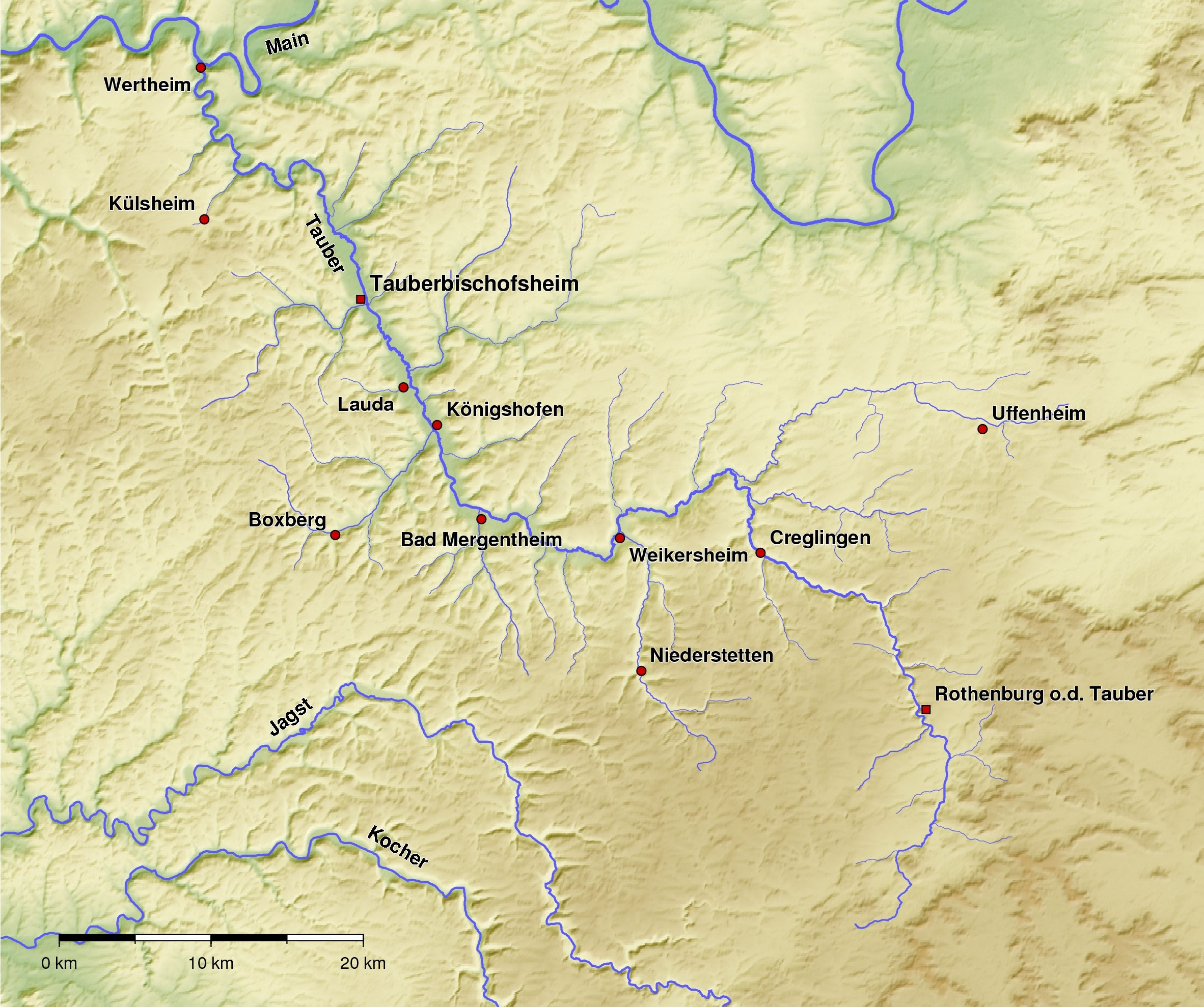

Таубер (нем. Tauber) — река в Германии, левый приток Майна. Протекает по землям Баден-Вюртемберг и Бавария. Название реки происходит от кельтского слова «dubr» — «вода»
Река Таубер берёт начало в районе общины Рот-ам-Зе. Течёт на север. На реке расположены города Ротенбург-на-Таубере, Креглинген, Вайкерсхайм, Бад-Мергентхайм, Таубербишофсхайм.
Площадь бассейна реки составляет 1809,54 км². Общая длина реки 130,63 км. Высота истока — 447 м, высота устья — 136 м, перепад — 311 м.
Речной индекс 246.